# ベッドフォード郡 (テネシー州)
ベッドフォード郡（英: Bedford County）は、アメリカ合衆国テネシー州の中央部に位置する郡である。2010年国勢調査での人口は45,058人であり、2000年の37,586人から19.9%増加した。郡庁所在地はシェルビービル市（人口20,335人）であり、同郡で人口最大の都市でもある。

## 歴史
ベッドフォード郡は、1807年にラザフォード郡のダック川とストーンズ川より南に住んでいた郡民が、郡を2つに分ける請願を知事に提出した時に成立した。新郡はアメリカ独立戦争の軍人トマス・ベッドフォードに因んで名付けられた。ベッドフォードはこの地域の大土地所有者だった。ベッドフォード郡は当初州内で最大かつ人口の多い郡だったが、1809年以降は領域が減っていった。南北戦争のときには南軍支持派だったが、シェルビービル市は大半が北軍に忠実だった。
南軍のネイサン・ベッドフォード・フォレスト将軍は1821年に郡内のチャペルヒル（現在はマーシャル郡）で生まれた。
テキサス州の開拓者ウィリアム・ウィテカー・リードが1816年に郡内で生まれた。

## 地理
アメリカ合衆国国勢調査局に拠れば、郡域全面積は475平方マイル (1,230.2 km2)であり、このうち陸地474平方マイル (1,227.7 km2)、水域は1平方マイル (2.6 km2)で水域率は0.25%である。

### 隣接する郡
- ラザフォード郡 - 北
- コーフィ郡 - 東
- ムーア郡 - 南東
- リンカーン郡 - 南
- マーシャル郡 - 西

## 人口動態

2000人口ピラミッド

以下は2000年国勢調査による人口統計データである。
| 基礎データ - 人口: 37,586人 - 世帯数: 13,905 世帯 - 家族数: 10,345 家族 - 人口密度: 31人/km2（79人/mi2） - 住居数: 14,990軒 - 住居密度: 12軒/km2（32軒/mi2） 人種別人口構成 - 白人: 86.84% - アフリカン・アメリカン: 11.48% - ネイティブ・アメリカン: 0.28% - アジア人: 0.45% - 太平洋諸島系: 0.05% - その他の人種: 2.73% - 混血: 1.16% - ヒスパニック・ラテン系: 7.48% 年齢別人口構成 - 18歳未満: 25.85% - 18-24歳: 9.9% - 25-44歳: 29.7% - 45-64歳: 22.0% - 65歳以上: 12.7% - 年齢の中央値: 35歳 - 性比（女性100人あたり男性の人口） - 総人口: 98.4 - 18歳以上: 97.0 | 世帯と家族（対世帯数） - 18歳未満の子供がいる: 34.0% - 結婚・同居している夫婦: 57.3% - 未婚・離婚・死別女性が世帯主: 11.9% - 非家族世帯: 25.6% - 単身世帯: 21.5% - 65歳以上の老人1人暮らし: 9.2% - 平均構成人数 - 世帯: 2.67人 - 家族: 3.06人 収入と家計 - 収入の中央値 - 世帯: 36,729米ドル - 家族: 33,691米ドル - 性別 - 男性: 25,485米ドル - 女性: 15,673米ドル - 人口1人あたり収入: 13,698米ドル - 貧困線以下 - 対人口: 25.1% - 対家族数: 12.7% - 18歳未満: 15.9% - 65歳以上: 17.8% |

## 都市と町
- シェルビービル - 郡庁所在地
- ベルバックル
- ノーマンディ
- ウォートレイス

### 国勢調査指定地域
- ユニオンビル

### 未編入の町
| - ローバー - センターグローブ - フォールクリーク - ベッドフォード - リッチモンド | - フラットクリーク - ホーソーン - ビーチグローブ - ローズビル - マウントハーモンド | - ブランチビル - パルメット - ポプリンズクロスローズ - フェアフィールド - ヘイリーズステーション | - コートナーズステーション - プレザントグローブ |